# جیمز هنگ
 جیمز هنگ (انگلیسی: James Hong؛ زادهٔ ۲۲ فوریهٔ ۱۹۲۹) بازیگر، تهیه‌کننده و کارگردان آمریکایی است. او از دهه ۱۹۵۰ در تولیدات متعددی در رسانه‌های آمریکایی کار کرده و نقش‌های مختلفی را به تصویر کشیده‌است. با بیش از ۶۵۰ عنوان فیلم و سریال تلویزیونی تا سال ۲۰۲۲، او یکی از پرکارترین بازیگران تمام دوران است.
از فیلم‌ها یا برنامه‌های تلویزیونی که وی در آن نقش داشته است می‌توان به پاندای کونگ‌فوکار، بلید رانر، روزی که دنیا از حرکت بازماند، روزی که دنیا از حرکت بازماند، پاندای کونگ‌فوکار ۲، هواپیما!، امن، نینجا۳: تسلط، آر.آی.پی.دی، پاندای کونگ فوکار ۳، گوشه قرمز، از نفس‌افتاده، جهان وین ۲، برعکس، تاریخ معما، بوسه شانگهای و رینگ خونین ۲ اشاره کرد.

## اوایل زندگی
هونگ در ۲۲ فوریه ۱۹۲۹ در مینیاپولیس، مینه‌سوتا، از والدین مهاجر چینی، نگ فوک هونگ (معروف به فرانک دبلیو هونگ) و لی شویی فا متولد شد. پدرش از هنگ کنگ به شیکاگو، ایلینوی، از طریق کانادا مهاجرت کرد و بعداً به مینیاپولیس نقل مکان کرد، جایی که صاحب یک رستوران بود و رهبر هیپ سینگ تانگ محلی بود. پدربزرگ پدری هونگ اهل تایشان بود.
برای تحصیلات اولیه، هنگ به هنگ کنگ نقل مکان کرد، جایی در کاولون زندگی می‌کرد، قبل از بازگشت به ایالات متحده در سن ۱۰ سالگی. او از دبیرستان مرکزی مینیاپولیس فارغ التحصیل شد. او ابتدا پس از تماشای تمرین اجراکنندگان اپرای پکن در مغازه پدرش، به هنرهای نمایشی علاقه پیدا کرد.
او در رشته مهندسی عمران در دانشگاه مینه‌سوتا تحصیل کرد، با این حال، با شروع جنگ کره در اوایل دهه ۱۹۵۰، تحصیل او به زودی متوقف شد و هونگ به ارتش ایالات متحده فراخوانده شد. پس از جنگ، هونگ در سال ۱۹۵۳ با یکی از دوستانش به لس آنجلس نقل مکان کرد، در اینجا او مدرک خود را در دانشگاه کالیفرنیای جنوبی به پایان رساند. هونگ به زودی کار تمام وقت خود را به عنوان مهندس راه در شهرستان لس آنجلس در طول روز آغاز کرد، در حالی که عصرها، آخر هفته‌ها و در طول تعطیلات خود بازیگری می‌کرد. او سرانجام پس از پنج سال و نیم، مهندسی را برای همیشه کنار گذاشت تا به طور تمام وقت خود را وقف بازیگری و صداپیشه‌گی کند.

## زندگی شخصی
هونگ با همسرش سوزان تانگ که در سال ۱۹۷۷ با او ازدواج کرد در لس آنجلس، کالیفرنیا زندگی می‌کند. آنها یک دختر به نام آوریل (متولد ۱۹۷۸) دارند.